# Kwest
Kwest (titre original : Quest) est un roman de science-fiction de l'auteur allemand Andreas Eschbach.
Le roman est paru en Allemagne en 2001 et a été traduit en langue française en 2002.
Il est divisé en dix chapitres appelés « tableaux ».

## Prix littéraire
Kwest a obtenu le prix Kurd-Laßwitz du meilleur roman germanophone de science-fiction en 2002.

## Édition française
- Andreas Eschbach, Kwest, traduit de l'allemand par Claire Duval, éditions L'Atalante, coll. La Dentelle du cygne n°67, 2002, 512 p.  (ISBN 2841722163)

- L'illustration de la page de garde est de Manchu.

## Contexte technologique, politique et galactique du roman
Dans une galaxie éloignée de la Voie lactée, dans un futur très lointain (peut-être dans 15 000 ans ?), se trouve une galaxie partiellement dirigée par « le Royaume », structure politique regroupant des centaines de systèmes planétaires habités. À la tête du Royaume se trouve le « Pantap », sorte de roi galactique, dont la capitale se trouve sur la planète Gheerh.
La société galactique est régie par un système très rigide de classes sociales fondées sur un ordre féodal marqué :
- à la tête du Royaume, le Pantap, qui nomme discrétionnairement les membres de l'Aristocratie ;
- les Patriciens, nobles de l'Aristocratie, qui gouvernent les planètes habitées et dirigent les vaisseaux spatiaux ; les officiers nobles travaillant sur les vaisseaux spatiaux sont appelés stennants ;
- les Francs ;
- les Plébéiens (maintenus dans une sorte d'esclavage ou de servage).

Le lecteur est informé qu'antérieurement à la Royauté, la galaxie était dirigée par la République, qui s'est effondrée à la suite d'événements non précisés.
Le Royaume connaît la technologie du voyage interstellaire, qui se pratique en empruntant des « points d'immersion », sortes de trous de vers spatiotemporels, permettant le voyage en hyperespace. Le voyage entre galaxies se fait en des lieux différents nommés « points de catapultage » et situés en bordure des galaxies.
Lorsque le récit débute, l'existence du Royaume est gravement menacée par une organisation polico-militaire venue d'une autre galaxie. Cette organisation, appelée « L'Empire », est ultrapuissante et possède des dizaines de milliers d'astronefs surarmés qui risquent d'anéantir la flotte du Royaume avant d'annexer celui-ci.

## Résumé

### Mise en place des éléments de l'intrigue (tableau 1)
Le roman débute par cette phrase : 
« Des multiples découvertes que firent les hommes en prenant leur envol pour explorer l'espace, la plus étonnante réside sans nul doute en ce constat : toute vie dans l'univers est liée. »
Eftalan Kwest est le commandant du vaisseau spatial MegaTao. On apprend au cours du récit qu'il est atteint d'une grave maladie et que ses jours sont comptés, ce qui ne va pas sans l’angoisser.
Alors que la guerre entre le puissant Empire et le faible Royaume vient de débuter, ce héros de guerre, pour le service du Royaume, doit entreprendre la quête de la mythique « Planète des Origines » sur laquelle, selon une légende commune à des milliers de planètes, la vie aurait éclos pour la première fois. Peut-être cette planète pourra-t-elle sauver le Royaume ?
Mais pour trouver cette planète mythique, il faut des renseignements. Kwest décide de les voler dans une bibliothèque appelée « Pashkanarium » située sur la planète-monastère Pashkan.
Pour ce faire il envoie son bras-droit, Dawill, et son expert en données historiques, le stennant (patricien officier supérieur) Kouton. Les deux hommes sont accueillis au Pashkanarium par un moine-novice, Baïlan, chargé de surveiller leur allées et venues, et qui rêve d'intégrer un jour la Confrérie des Gardiens. Le monastère est bien gardé et protégé par un Bouclier très puissant, généré par un champ de force d'une puissance inouïe. Jamais aucun document n'a été volé.
Or la protection du Bouclier s'effectue vers l'extérieur, mais pas vers l'intérieur. Le plan de Kwest est simple : Dawill et stennant Kouton vont s'enfuir depuis l'intérieur de la planète. Baïlan les suit et parvient à quitter la planète avec eux, jugeant qu'une fois les informations extraites, les banques de données volées pourront être restitués au Pashkanarium, et que lui, Baïlan, sera la cheville ouvrière du retour des documents dans la bibliothèque du monastère.
Le vol des documents a lieu, si bien que Kwest recueille des données inestimables concernant les espèces non humaines recensées dans la galaxie.

### Smeeth (tableaux 2 et 3)
Le lecteur apprend alors que le stennant Kouton est secrètement amoureux de la médecin-chef du navire spatial, la belle Valeena. Cette dernière a des liens amicaux, sans plus, avec Kwest, et refuse les timides avances de Kouton. On découvre aussi que Dawill, qui n'est pas noble, dirige concrètement le navire spatial en sa qualité de « Premier régisseur ». Professionnellement, il est en conflit avec le patricien Muntak, « Premier pilote » jaloux de la fonction éminente de Dawill.
Dans les écrits trouvés dans la bibliothèque du Pashkanarium, Kouton a découvert qu'une très vieille espèce extraterrestre dispose de connaissances approfondies sur l'histoire de la galaxie et sur la colonisation de la galaxie par l'être humain. Ces extraterrestres sont les « Yorsen » ; leur nom signifie Puissants anciens. On sait aussi qu'ils connaissent l'existence de l'Empire depuis des millénaires, et qu'ils évacuent peu à peu les planètes habitées situées dans leur sphère d'influence face à la menace que fait peser l'Empire.
Kwest dirige alors le vaisseau dans la « Zone sans nom » afin de trouver la planète des Yorsen et leur demander des informations concernant la Planète des origines et leur aide éventuelle pour lutter contre l'invasion de l'Empire.
Alors que le MegaTao se rend vers la planète-capitale des Yorsen, on capte un signal-radio émanant d'une goélette spatiale à la dérive dans l'immensité de l'espace. Kwest décide d'arraisonner l'astronef, et l'on découvre que ce vaisseau dispose de dix cabines de biostase : dans neuf d'entre elles, les personnes en hibernation sont mortes ; il ne reste qu'un survivant qui vient de s'éveiller et qui dit s'appeler Smeeth.
Smeeth est parti avec ses compagnons de voyage en hibernation 397 années auparavant, alors que la République dirigeait encore la galaxie. Il est étonné d'apprendre que la République a été remplacée par le Royaume et se montre friand d'informations.
À la grande peine de Kouton, Valeena ne tarde pas à tomber amoureuse de Smeeth, qui devient assez rapidement son amant.

### Les Yorsen (tableaux 4, 5 et 6)

#### Tableau 4: Les Maîtres de l'aurore
Alors que le moine-novice Baïlan rencontre une jeune plébéienne nommée Millequatre, le MegaTao arrive à proximité du système Loy’Mok, puis près de Yorsa, planète-mère des Yorsen. Et là, une surprise attend les humains : des millions, peut-être des milliards, de Yorsen flottent dans le vide, en orbite géostationnaire autour de la planète. De plus ces Yorsen, de taille immense, grands comme des immeubles de trois ou quatre étages, sont recouverts de cristaux réfléchissants. Le tout forme un halo féérique.
Valeena, pendant ce temps, trouve par hasard sur la table de travail de Smeeth le mot Yorsa : comment l'homme connaissait-il cette planète, gardée secrète par le Pashkanarium et ignorée jusqu'alors par la quasi-totalité des érudits du Royaume ?
Kwest décide d'envoyer un petit vaisseau pour récupérer l'un des Yorsen en orbite autour de la planète afin de savoir s'il est mort ou vivant, et dans le cas où il ne s'agirait pas d'un cimetière spatial, afin d'entrer en contact avec l'eux d'eux. Alors que l'opération reçoit un commencement d'exécution, Baïlan, qui avait pu, grâce à l'aide précieuse de Smeeth, déchiffrer un manuscrit issu de la Bibliothèque du Pashkanarium, avertit le commandant Kwest de ne pas toucher aux cristaux, faute de quoi les conséquences seront terribles : les Yorsen sont en état de stase, et toute atteinte, même minime, sera interprétée comme un acte malveillant.
Par précaution, Kwest décide de ne pas toucher aux Yorsen en orbite.
Valeena, suspicieuse, fait avouer à Baïlan qu'il a traduit le texte antique grâce à l'aide de Smeeth. Interrogé sur ce point, Smeeth explique qu'en réalité, en tant que commerçant d'objets précieux, il s'était déjà rendu avec ses compagnons sur la planète Yorsa afin d'acquérir des cristaux. Le problème, ajoute-t-il, est que dès qu'il est arrivé sur la planète, sa goélette spatiale avait été atteinte par un rayon qui l'avait propulsée à des années-lumière de là, détruisant son mécanisme de propulsion (« l'hyperconvertisseur »). Ceci explique non seulement la connaissance qu'il avait de la planète, mais aussi la sévère avarie de son vaisseau. Smeeth précise aussi qu'il avait pu se poser sur la planète Yorsa et parler brièvement aux Yorsen.
Compte tenu de ces éléments d'information, Kwest ordonne l'envoi d'une mission d'exploration sur la planète, dirigée par Dawill, secondé par Smeeth. 
L'équipe parvient à entrer en contact avec un Yorse travaillant sur la planète, qui leur ordonne de quitter « immédiatement » les lieux, ce qu'ils font.
On découvre alors que le Yorse était en train de travailler à déplacer un système stellaire entier, distant de 12 000 années-lumière, pour le protéger de l'avancée de l'Empire. Ayant fait noter les coordonnées de ce système, Kwest décide d'y emmener le MegaTao.

#### Tableau 5: La légende des Douze
Pendant ce nouveau trajet, Muntak et Kouton décident de perquisitionner, sous prétexte de visite, la goélette spatiale de Smeeth. Ils découvrent alors que toutes les cabines de biostase sont détraquées, y compris la sienne. Quand il a été trouvé dérivant dans l'espace, il n'était pas en hibernation ! Qu'est-ce que cela peut signifier ?
Mis au courant, Baïlan propose une explication a priori abracadabrante : Smeeth serait l'un des « Douze immortels de la galaxie ». Il raconte alors à Dawill, Muntak et Kouton une légende selon laquelle une douzaine d'immortels vivraient dans la galaxie…
Interrogé avec vigueur sur ce point par Dawill, Smeeth répond, à la stupéfaction générale, être effectivement immortel, depuis environ 15 000 ans ! Il donne des renseignements très précis et ses explications permettent de comprendre ses informations concernant les Yorsen ainsi que ses connaissances en langues anciennes. Valeena est totalement désemparée de savoir qu'elle a vécu une relation sentimentale avec un homme qui a connu dans sa vie des milliers de femmes et qui lui dit avoir eu au moins 300 enfants…
Kwest est informé de ces événements inattendus. 

#### Tableau 6: La Sphère
Le MegaTao approchant du système devant faire l'objet d'un « déplacement », l'équipage remarque alors la présence d'un vaisseau spatial inconnu qui croise à proximité. Et s'il s'agissait d'un vaisseau de reconnaissance de l'Empire ? Le vaisseau est poursuivi, puis pris en chasse par la chaloupe spatiale du MegaTao, de nouveau commandée par Dawill. Le vaisseau était effectivement un vaisseau de reconnaissance, et il est détruit.
Apparaît alors dans l'atmosphère de la planète une sorte de sphère immense (d'où le titre du chapitre), de bulle gigantesque, qui enfle, qui enfle, jusqu'à englober la planète entière puis l'espace environnant, y compris le MegaTao.
Les Yorsen (car ce sont eux qui sont en train d'englober la planète puis l'intégralité du système stellaire afin de le déplacer) entrent en contact avec le poste de commandement du MegaTao, et ordonnent à l'équipage de quitter immédiatement les lieux. Kwest profite de cette injonction pour demander aux Yorsen une simple information : où se trouve la planète des origines ?
Une brève conversation a lieu, et les Yorsen expliquent que cette planète se situe au sein d'une galaxie limitrophe, appelée « Îlot 59 » dans les cartes galactiques du Royaume. Les Yorsen précisent qu'une antique race extraterrestre (les « Mem’taihi »), issue de la planète, connaît l'emplacement exact de cette planète tant recherchée. 
Kwest fait éloigner le MegaTao de la planète et trouve un point d'immersion, tandis que le système stellaire dans son entier est déplacé par les Yorsen vers une destination inconnue.
Pendant ce temps, Baïlan visite les niveaux inférieurs du MegaTao avec Millequatre, dont il tombe amoureux. Il est stupéfait de découvrir les conditions de vie et de travail déplorables des non-patriciens.

### « L'Îlot 59 » (tableaux 7, 8 et 9)
Alors que le vaisseau se rend à un point de catapultage pour se rendre à l'Îlot 59, Valeena décide d'aller aux ponts inférieurs pour soigner les Plébéiens. Malheureusement elle tombe d'un escalier vertical et se tue. Sa mort soudaine et inattendue va avoir d'importantes conséquences à bord : non seulement Kouton va tomber en dépression, mais Kwest n'aura plus de médecin personnel habitué à le soigner. Kwest tente de se soigner seul, ce qu'il ne va pas réussir à faire de manière satisfaisante.
Le MegaTao arrive au point de catapultage et passe à travers ; comme prévu, le passage a des conséquences négatives pour la santé de l'équipage, à commencer par Kwest.
Après tâtonnements, on trouve la planète des Mem’taihi et on se prépare à l'aborder, dans les conditions indiquées par le Yorse précédemment. Une nouvelle expédition est mise en place pour explorer la planète et prendre contact avec les Mem’taihi. Cette expédition comprend trois personnes, dont Dawill qui la dirige. L'équipage débarque sur la planète, totalement déserte. Où sont les Anciens ? Des bâtiments s'effondrent quand on les touche ; aucune réponse ne leur parvient : il faut se rendre à l'évidence, les Mem’taihi sont morts, ou partis, ou cachés. En tout cas, il est clair qu'il est impossible de les contacter.
Survient alors un événement qui va bouleverser l'équipage : Kwest s'effondre et, tombé dans le coma, est dans l'incapacité de diriger le vaisseau spatial. La question se pose alors de déterminer qui va prendre le commandement : sera-ce Muntak, Patricien d'origine mais non titulaire d'un brevet de pilote, ou bien Dawill, adjoint au commandant et disposant d'un brevet de pilote, mais qui n'est pas Patricien ?
On fouille la cabine de Kwest, et l'on trouve l'Ordre de mission. Avec stupéfaction, on découvre que Kwest n'avait pas du tout pour mission de partir à la recherche de la Planète des origines, mais de patrouiller dans une zone bien définie et de lutter contre l'Empire. Kwest a donc sciennement désobéi aux ordres du Pantap… Que faire ?
La décision est prise de continuer à rechercher la Planète des origines. Kwest sort du coma mais se révèle inapte à exercer le commandement effectif : il va être témoin des événements à venir, sans jamais reprendre sa fonction de commandant.
Smeeth intervient alors dans la discussion et fait observer que ni Dawill ni Muntak ne sont qualifiés pour piloter le vaisseau, mais que lui, en revanche, n'est pas Plébéien et dispose d'un brevet de pilote. Se prévalant aussi de son expérience d'immortel, il demande alors aux officiers présents de le reconnaître comme commandant par intérim du navire spatial. Après réflexion, tous acceptent de le reconnaître comme chef.
Smeeth explique alors qu'il s'est déjà rendu sur la Planète des origines des siècles auparavant et que pour ne pas oublier les coordonnées de la planète, il avait tatoué à l'encre invisible ses coordonnées sur son bras droit. À l'aide de divers produits chimiques, il procède à la « révélation » des coordonnées et ordonne de diriger le vaisseau vers cet endroit. Parallèlement il ordonne secrètement la remise en état de sa goélette spatiale et propose à Baïlan de le suivre ultérieurement. Baïlan est très partagé entre les trois choix qui vont s'offrir à lui (retourner au Pashkanarium et reprendre sa fonction de moine-novice ; rester sur le MegaTao et vivre sa liaison avec Millequatre ; partir avec Smeeth).
Après un long voyage, le MegaTao arrive à proximité d'une étoile géante rouge, autour de laquelle orbite une seule planète : la voici, la fameuse Planète des origines ! À sa demande, on place Kwest impotent dans une navette monoplace, et celui-ci se dirige sur la planète. Après y être resté un certain temps, il revient à bord du vaisseau et explique qu'il n'a « rien vu », mais qu'il a « ressenti la présence de Dieu ». Il meurt peu après. Son corps est envoyé dans l'espace après la cérémonie rituelle.

### Dénouement
Smeeth annonce alors à l'équipage que sa mission de commandant par intérim prend fin. Sa goélette spatiale étant réparée, il déclare qu'il transmet le commandement à Dawill (au grand dam de Muntak) et qu'il va reprendre le chemin des étoiles, pour vivre en solitaire sa vie d'immortel.
Baïlan va voir Millequatre et lui demande si elle voudrait le suivre et vivre à bord de la goélette avec Smeeth et lui. Millequatre lui répond qu'elle ne le souhaite pas, et que ni lui ni elle ne sont vraiment amoureux l'un de l'autre : ils ont vécu un bon moment, mais leurs voies vont se séparer. Elle lui révèle son identité secrète : Eawa. Très triste, Baïlan rejoint Smeeth à bord de la goélette. Quelques heures après avoir énoncé son refus, Millequatre-Eawa se ravise, se disant qu'elle est en fait amoureuse de Baïlan. Elle court vers le pont d'embarquement de la goélette et apprend avec effroi que le navire spatial a quitté les lieux un quart d'heure auparavant. Elle a conscience d'avoir manqué la chance de sa vie et regrette amèrement son choix.
Dawill prend la décision de consulter l'intégralité de l'équipage pour convenir de ce qu'il convenait de faire désormais : faut-il retourner au Royaume, avec le risque d'arriver après la guerre contre l'Empire et d'être éliminé par ce dernier, ou naviguer au sein de l'Îlot 59 pour trouver un jour une planète accueillante ? C'est vers cette seconde solution que Smeeth lui a d'ailleurs conseillé d'agir…
À bord de la goélette, Baïlan et Smeeth prennent leurs marques. Le lendemain de leur départ, Baïlan assiste à une étrange scène : sur son bras droit, Smeeth efface les coordonnées de la Planète des origines. Smeeth lui révèle alors qu'il n'est jamais allé sur cette planète, et qu'il avait pris, en consultant la bibliothèque de bord, les coordonnées d'une planète lambda et les avait tatouées sur son bras. Il s'agissait donc de sa part d'une mystification : puisque tout le monde, et à commencer Kwest, voulait trouver une « Planète des origines », il leur en a trouvé une. Et puis sa goélette n'était pas encore intégralement réparée : il fallait trouver un but à l'équipage ! Smeeth explique à Baïlan que la recherche de cette planète est une quête sans fin, totalement vaine, et que Kwest s'était lancé dans cette quête absurde en raison de sa maladie et de sa volonté inavouée de trouver une Puissance transcendante apte à conjurer son angoisse de mort.

Le roman se termine sur cette dernière phrase : 
« L'univers est Dieu, et nous sommes ses rêves. »